# Lithobius schubarti
Lithobius schubarti är en mångfotingart som beskrevs av Demange 1959. Lithobius schubarti ingår i släktet Lithobius och familjen stenkrypare.
Artens utbredningsområde är Spanien. Inga underarter finns listade i Catalogue of Life.